# Бодрогу-Векі
Бодрогу-Векі (рум. Bodrogu Vechi) — село у повіті Арад в Румунії. Адміністративно підпорядковане місту Печика.
Село розташоване на відстані 428 км на північний захід від Бухареста, 11 км на захід від Арада, 42 км на північ від Тімішоари.

## Населення
За даними перепису населення 2002 року у селі проживали 13 осіб, з них 12 осіб (92,3%) румунів. Рідною мовою 12 осіб (92,3%) назвали румунську.